# Élections municipales de 1966 à Montréal
Les élections municipales de 1966 à Montréal se déroulent le 23 octobre 1966. Le maire sortant, Jean Drapeau, remporte une nette victoire au cours de ces élections.

## Élections partielles dans Saint-Michel
Après l'annexion de la municipalité de Saint-Michel à la ville de Montréal le 25 octobre 1968, une élection partielle est tenue le 1er décembre 1968 pour pourvoir les 4 postes de conseiller.

## Résultats

### Maire
| CANDIDAT        | PARTI         | VOIX    | SUFFRAGE    | NOTE |
| --------------- | ------------- | ------- | ----------- | ---- |
| Jean Drapeau    | Parti civique | 117 450 | 94.37 / 100 | ÉLU  |
| Gilbert Croteau | Indépendant   | 4 926   | 3.58 / 100  |      |
| Louise Parent   | Indépendant   | 2 086   | 2.05 / 100  |      |

### Conseil municipal
| PARTI         | SIÈGES AU CONSEIL MUNICIPAL |
| ------------- | --------------------------- |
| Parti civique | 45 / 48                     |
| Indépendant   | 3 / 48                      |

## Résultats par quartiers
Élection partielle du 1er décembre 1968

## Sources bibliographiques
- (en) Cet article est partiellement ou en totalité issu de l’article de Wikipédia en anglais intitulé « Montreal municipal election, 1966 » (voir la liste des auteurs).